# ヘンリー・パジェット (第2代アクスブリッジ伯爵)
第2代アクスブリッジ伯爵ヘンリー・パジェット（英語: Henry Paget, 2nd Earl of Uxbridge、1719年1月22日洗礼 – 1769年11月16日）は、イギリスの貴族。1742年から1743年までパジェット卿の儀礼称号を使用した。

## 生涯
パジェット卿トマス・パジェット（1689年 – 1742年2月4日）と妻エリザベス（Elizabeth、1736年2月18日没、第3代ブリッジウォーター伯爵ジョン・エジャートンの娘）の息子として生まれ、1719年1月22日にアイズルワースで洗礼を受けた。
1742年2月4日に父が死去、同年4月23日にコルネット（騎兵少尉）として第1王立竜騎兵連隊に入隊した（1746年までに除隊）。1743年8月30日に祖父にあたる初代アクスブリッジ伯爵ヘンリー・パジェットが死去すると、アクスブリッジ伯爵位を継承した。政治ではトーリー党に属した。
1769年11月16日に生涯未婚のまま死去、24日にウェスト・ドレイトンで埋葬された。アクスブリッジ伯爵位、バートン男爵位は廃絶、パジェット男爵位は遠戚ヘンリー・ベイリーが継承した（第5代パジェット男爵ウィリアム・パジェットに辿っての女系分流）。